# Колядин, Олег Александрович
Оле́г Алекса́ндрович Коля́дин — советский боксёр, представитель полусредней и первой средней весовых категорий. Выступал за сборную СССР в начале 1980-х годов, победитель международных турниров в Румынии и на Кубе, участник Кубка мира, бронзовый призёр чемпионата СССР, чемпион всесоюзного первенства среди юниоров. Мастер спорта СССР международного класса.

## Биография
Активно заниматься боксом начал с раннего детства, проходил подготовку в Детско-юношеской спортивной школе № 4 в Воронеже под руководством заслуженного тренера РСФСР Василия Васильевича Спивакова.
Впервые заявил о себе в 1978 году, выиграв Спартакиаду школьников РСФСР. Год спустя одержал победу на чемпионате СССР среди юниоров, где также получил приз за лучшую технику.
Первого серьёзного успеха на взрослом международном уровне добился в сезоне 1981 года, когда вошёл в состав советской национальной сборной и выиграл ряд престижных международных турниров, в частности был лучшим на турнирах «Олимпийский ринг», «Золотой пояс» в Румынии, «Кардина Кордова» на Кубе, занял первое место на Спартакиаде дружественных армий социалистических стран, где в финале взял верх над титулованным кубинцем Андерсом Альдамой. Находясь в числе лидеров советской боксёрской команды, удостоился права представлять честь страны на Кубке мира в Монреале, но здесь, тем не менее, попасть в число призёров не смог — на стадии четвертьфиналов потерпел поражение от канадского боксёра Шона О’Салливана.
В 1982 году Колядин стал вторым в программе национального отборочного турнира в Таллине, проиграв в решающем поединке чемпиону Европы Александру Кошкину, тогда как на чемпионате СССР в Донецке завоевал бронзовую медаль в зачёте полусредней весовой категории, уступив в полуфинале представителю Еревана Исраелу Акопкохяну, ставшему в итоге победителем этого турнира. Также в этом сезоне принял участие в матчевой встрече со сборной США в Ленинграде, в рамках которой потерпел поражение от американца Альфреда Мейерса. За выдающиеся спортивные достижения в 1983 году был удостоен почётного звания «Мастер спорта СССР международного класса».
Последний раз выступал на международной арене в 1986 году на Гран-при Усти в Чехословакии, где во втором среднем весе на стадии полуфиналов проиграл соотечественнику Андрею Салову.